# 17. šahovska olimpijada
17. šahovska olimpijada je potekala leta 1966 v Havani (Kuba).
Sovjetska zveza je osvojila prvo mesto, ZDA drugo in Madžarska tretje.
Sodelovalo je 301 šahistov v 52 reprezentancah; odigrali so 1.944 partij.